# Meretz
Meretz (em hebraico:  מרצ, energia) foi um partido político de esquerda social-democrata e sionista trabalhista de Israel.
O partido foi formado em 1992 a partir da fusão dos partidos Ratz (pacifista pró-direitos humanos), Shinui (de orientação secular) e Mapam (sionista socialista) e alcançou seu auge no 13º Knesset entre 1992 e 1996, em que conquistou 12 assentos na Knesset.
Na oposição desde 2000, quando integrou o governo de Ehud Barak (Trabalhista), o Meretz passou a ser afetado pelo crescimento da direita israelense e, sobretudo, no enfraquecimento das negociações pela paz, na qual identificava como o principal motivo para a sua crise. Nas eleições de 2013, conquistou seis assentos, seu melhor resultado desde o pleito de 2003.
O Meretz se proclamava o único partido de esquerda sionista, e estava em crise com os trabalhistas desde que a sua líder Sheli Yechimovitch assinou com o Yesh Atid o pacto de preferência (que junta o coeficiente dos votos restantes para tentar eleger mais um parlamentar) em detrimento do Meretz, seu aliado histórico.
O partido secular enfatizava uma solução de dois estados para a conflito israelense-palestino, justiça social, direitos humanos (especialmente para minorias étnicas e minorias sexuais), liberdade religiosa e ambientalismo.
Em 30 de junho de 2024 o Meretz foi extinto e suas estruturas foram fundidas com as do partido Partido Trabalhista, criando uma nova agremiação chamada "Os Democratas".

## História
Meretz foi formado em 1992 antes das eleições deste mesmo ano, sendo inicialmente liderado pelo presidente do Ratz e parlamentar de longa data Shulamit Aloni. O nome "Meretz" (מרצ) é um acrônimo para Mapam (מפ"ם) e Ratz (רצ). O terceiro partido da fusão não esteve representado em seu nome, mas está representado no slogan de campanha: "ממשלה עם מרצ, הכוח לעשות את השינוי" (Um governo com vigor [Meretz], a força necessária para fazer a mudança [Shinui]). Seu primeiro teste eleitoral foi um sucesso, ao obter doze assentos, tornando-se o terceiro maior no Knesset. Meretz se tornou o principal parceiro de coalizão de Yitzhak Rabin do Partido Trabalhista, ajudando a abrir o caminho para que os Acordos de Oslo. O partido também pegou várias pastas ministeriais; Aloni foi feita ministra da Educação, embora as disputas sobre o papel da religião na educação significava que ela foi transferida para fora do ministério da educação para tornar-se ministro sem pasta, em Maio de 1993. Em junho, ele tornou-se  Ministra das Comunicações e Ministra da Ciência e Tecnologia, um cargo que mais tarde foi renomeado ministro da Ciência e das Artes. Amnon Rubinstein tornou-se Ministro da Energia e Infra-estrutura, e ministro da Ciência e Tecnologia e, mais tarde  Ministro da Educação, Cultura e Esporte, enquanto Yossi Sarid foi nomeado ministro do Meio Ambiente e Yair Tzaban chamado Ministro da Absorção de Imigrantes.
Depois das eleições de 1996, em que o Meretz perdeu um quarto dos seus assentos, Aloni perdeu as eleições internas de liderança para Yossi Sarid e aposentou-se. Em 1997, os três partidos oficialmente fundiram-se em uma única entidade, embora parte do Shinui (sob a liderança de Avraham Poraz) tenha se separado para formar um movimento separado. Mais tarde na sessão do Knesset  David Zucker também deixou o partido para se sentar como um parlamentar independente.
Em 22 de outubro de 2002 o membro do Meretz Uzi Mesmo fez história ao se tornar o primeiro membro do Knesset abertamente gay, após a aposentadoria de Amnon Rubinstein. Seu mandato durou menos de três meses, no entanto, como o Knesset foi dissolvida em Janeiro de 2003 a entrada da Even para o Knesset foi recebida por reações variadas dos ultra-ortodoxos; Nissim Ze'ev do partido Shas foi o mais duro, dizendo que Mesmo "simbolizava a bestialização da humanidade", acrescentando que ele deveria ser "escondido sob o tapete" e proibido de entrar no Knesset.
Para as Eleições de 2003,juntou-se ao Meretz Roman Bronfman então membro da  Escolha Democrática. No entanto, o partido encolheu sua representação de novo, desta vez para apenas seis lugares. Sarid assumiu imediatamente a responsabilidade e demitiu-se da liderança, embora ele não tenha se aposentado do Knesset e continuasse servindo como MK, antes de deixar o cargo antes do eleições de 2006.
Em 30 de junho de 2024 o Meretz foi extinto e suas estruturas foram fundidas com as do partido Partido Trabalhista, criando uma nova agremiação chamada "Os Democratas". A nova agremiação, que reuniu a maior parte dos membros do Meretz, abandonou o tradicional trabalhismo sionista, o secularismo e a social-democracia em favor do liberalismo.

## Ideologia

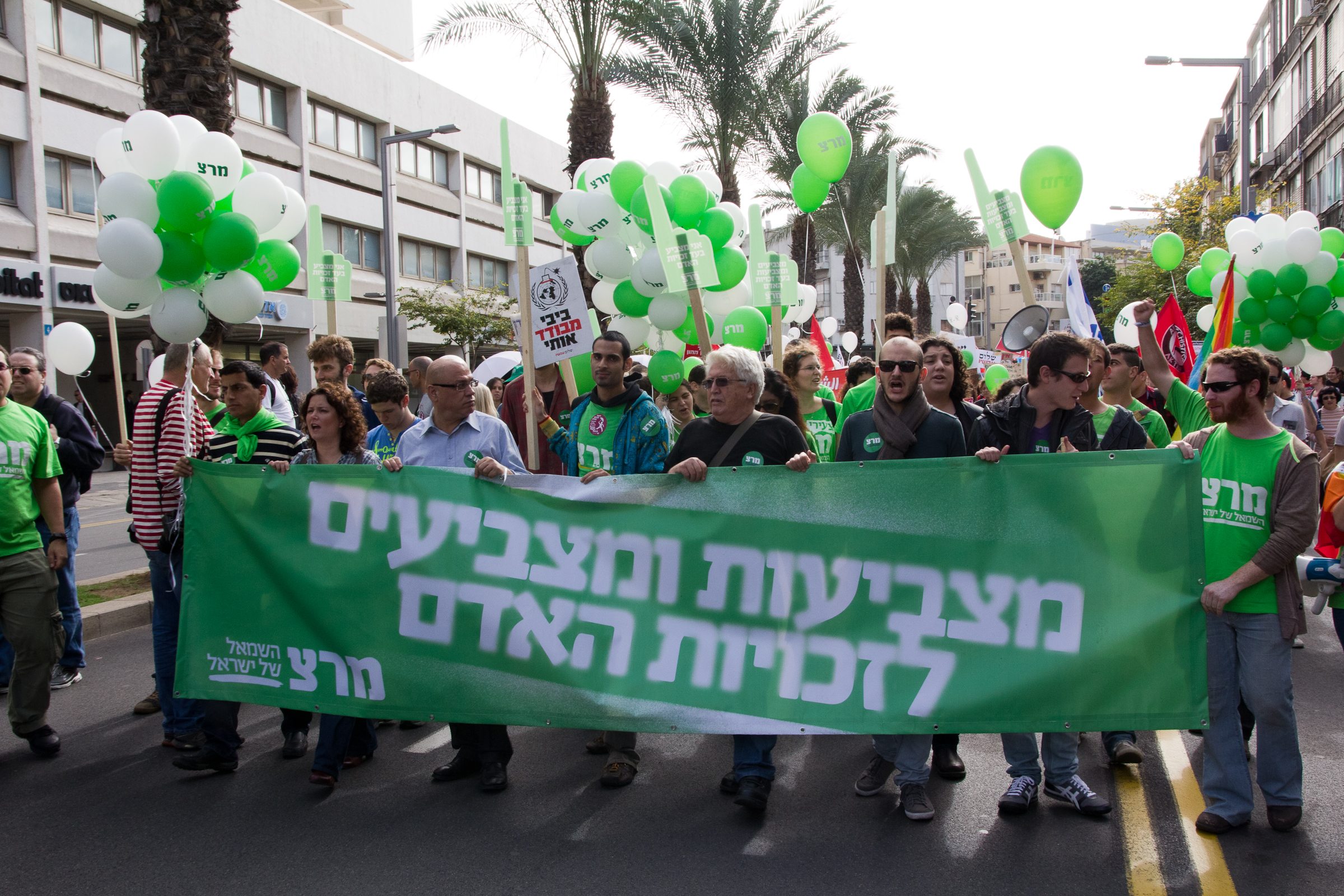
Membros do Meretz participando da Marcha Internacionaldos Direitos Humanos, Telavive, 7 de dezembro de 2012

O partido era membro da Internacional Socialista e membro-observador do Party of European Socialists. Ele se via como representante político do movimento pacifista israelense no Knesset — bem como os conselhos municipais e outros órgãos políticos locais.
Nos meios de comunicação internacionais, era descrito como de esquerda, pacifista, secular, social-democrata, a favor dos direitos civis e anti-ocupação.

### Programa partidário
O partido destacava os seguintes princípios (não necessariamente em ordem de importância):
- A paz entre Israel e os palestinos baseado em uma solução de dois estados, conforme estabelecido no Acordo de Genebra.
- Desmontagem da maioria dos assentamentos israelensess no Cisjordânia.
- Direitos Humanos:
  - A luta para a proteção dos direitos humanos nos território ocupado pelos israelenses.
  - Direitos das minorias em Israel (como árabes-israelenses e [trabalhadores estrangeiros]]s), a luta contra a discriminação, e suporte para ação afirmativa.
  - Os direitos das mulheres e feminismo.
  - direitos LGBT.
- Luta pela justiça social:
  - Fazer a Israel um estado de bem-estar social, social-democrata.
  - Proteger os direitos dos trabalhadores e a luta contra a sua exploração (especialmente, mas não exclusivamente, no caso de trabalhadores estrangeiros e imigrantes).
- Separação entre religião e Estado, e liberdade religiosa.
- Educação secular e Liberal.
- Segurança de Israel.

## Partidários do Meretz pelo mundo
Um grande número de organizações esquerdistas e sionistas que compartilham muitas das ideias de Meretz eram filiadas à União Mundial do Meretz sediada em Israel; isso incluía a sede em Londres do Meretz Reino Unido e a organização francesa Cercle Bernard Lazare. A União Mundial do Meretz tinha representação em várias organizações, como a Organização Sionista Mundial e o Fundo Nacional Judaico.
O Partners for Progressive Israel, que era afiliada com o Meretz, costumava ser conhecida como "Meretz EUA", e foi formalmente associada à União Mundial de Meretz.
Hashomer Hatzair, foi um movimento sionista progressista da juventude, com filiais em vários países, e era informalmente associado com Meretz através de sua conexão histórica com o Mapam.

## Resultados Eleitorais
Eleições legislativas
| Data    | CI.  | Votos                                 | %                                     | +/-                                   | Deputados | +/-     | Status                |
| ------- | ---- | ------------------------------------- | ------------------------------------- | ------------------------------------- | --------- | ------- | --------------------- |
| 1992    | 3.º  | 250 667                               | 9,6 / 100,0                           |                                       | 12 / 120  |         | Governo               |
| 1996    | 5.º  | 226 275                               | 7,4 / 100,0                           | 2,2                                   | 9 / 120   | 3       | Oposição              |
| 1999    | 4.º  | 253 525                               | 7,6 / 100,0                           | 0,2                                   | 10 / 120  | 1       | Governo               |
| 2003    | 6.º  | 164 122                               | 5,2 / 100,0                           | 2,4                                   | 6 / 120   | 4       | Oposição              |
| 2006    | 9.º  | 118 302                               | 3,8 / 100,0                           | 1,4                                   | 5 / 120   | 1       | Oposição              |
| 2009    | 10.º | 99 611                                | 3,0 / 100,0                           | 0,8                                   | 3 / 120   | 2       | Oposição              |
| 2013    | 8.º  | 172 403                               | 4,6 / 100,0                           | 1,6                                   | 6 / 120   | 3       | Oposição              |
| 2015    | 10.º | 165 529                               | 3,9 / 100,0                           | 0,7                                   | 5 / 120   | 1       | Oposição              |
| 04/2019 | 9.º  | 156 473                               | 3,6 / 100,0                           | 0,3                                   | 4 / 120   | 1       | Eleições instantâneas |
| 09/2019 | 9.º  | Uma parte da União Democrática [es]   | Uma parte da União Democrática [es]   | Uma parte da União Democrática [es]   | 3 / 120   | 1       | Eleições instantâneas |
| 2020    | 6.º  | Com Partido Trabalhista e Gesher [es] | Com Partido Trabalhista e Gesher [es] | Com Partido Trabalhista e Gesher [es] | 3 / 120   | Estável | Oposição              |
| 2021    | 12.º | 202 218                               | 4,6 / 100,0                           |                                       | 6 / 120   | 3       | Governo               |
| 2022    | 11.º | 150 969                               | 3,16 / 100,0                          | 1,4                                   | 0 / 120   | 6       | Não eleito            |